# Caloenas canacorum
Caloenas canacorum é uma espécie extinta de pombo conhecida apenas a partir de restos subfósseis.
Provavelmente foi caçado até a extinção pelos primeiros colonizadores da Nova Caledônia e Tonga a cerca de 2500 anos atrás. Foi descrita a partir de restos subfósseis encontrados nas cavernas de Pindaí da Nova Caledônia. O epíteto específico é uma latinização de kanaka, o nome do povo da Melanésia nativo da Nova Caledônia. Foi cerca de 25% maior do que seu parente vivo mais próximo, o pombo-de-nicobar.